# Cortado
Un cortado o cortadito è un caffè espresso con una piccola quantità di latte caldo per ridurre l'amarezza del caffè . Nasce in Spagna ed è popolare in Portogallo, Argentina e America Latina, dove si beve la sera . A Cuba, è conosciuto come cortadito. Ha diverse varianti, come cortado condensada (con latte condensato) e leche y leche (con latte condensato e crema).

## Lágrima
Una lágrima è cortado con le proporzioni invertite. Si prepara con un pocillo pieno di latte caldo dove si versa una piccola quantità di caffè (la lágrima, la lacrima) . È popolare in Argentina fra le persone che devono ridurre al massimo l'acidità prodotta dal caffè.